# Piero Sensi
Piero Sensi (Grotte Santo Stefano, 26 agosto 1920 – Milano, 8 agosto 2013) è stato un chimico italiano.

## Biografia
Nel 1944 si laurea presso l'Università degli Studi di Napoli Federico II in Chimica industriale. Dopo una breve esperienza alla Montecatini, nel 1950 si trasferisce a Milano dove viene assunto dalla Lepetit in qualità di responsabile del programma di ricerca per l'identificazione di nuovi antibiotici. Grazie alla terra scoperta presso Saint-Raphaël in Costa Azzurra da Ermes Pagani riesce, insieme allo stesso Pagani e alla dott.ssa Maria Teresa Timbal, pure dipendenti della Lepetit, (1925-1969) ad isolare il ceppo di batteri produttore della rifampicina. Grazie alla collaborazione con Vladimir Prelog e alla analisi con la spettrometria di massa riesce a modificare la struttura originaria della molecola e a migliorare l'efficacia antibatterica, facendola diventare la cura per due gravi malattie, la lebbra e la tubercolosi. Nel 1956 viene nominato direttore del Dipartimento di Antibiotici e Prodotti Naturali e, dieci anni dopo, diviene Direttore dei Laboratori di Ricerca Lepetit. Insegna Microbiologia industriale presso la Facoltà di Farmacia dell'Università degli Studi di Milano e, dal 1974 al 1981 ricopre la carica di Presidente della Società Italiana di Scienze Farmaceutiche.
La sua fama internazionale è legata alla scoperta della rifampicina, antibiotico che ha contribuito in maniera determinante alla terapia della tubercolosi e della lebbra. È autore di più di 100 pubblicazioni scientifiche sulla chimica degli antibiotici, in particolare della rifampicina. Ha ricevuto la laurea in Farmacia Honoris Causa nel 1991 per l'importante scoperta della Rifampicina, molecola ancora oggi usata per determinati tipi di Meningococco e per la cura dello Staphylococcus Aureus. Muore a 92 anni nella sua casa di Milano, giovedì 8 agosto 2013.

## Riconoscimenti
- Laurea Honoris Causa in Farmacia nel 1991
- Medaglia d'oro Carlo Forlanini conferita dalla Federazione Italiana contro la Tubercolosi, Roma, 1968;
- Medaglia d'oro dell'Accademia Lombarda Scienze e Lettere, Milano, 1973;
- Premio Fondazione Giuseppe Borgia dell'Accademia Nazionale dei Lincei, Roma, 1976;
- Premio Columbus per la Medicina, Firenze, 1984;
- Premio Hamao Umezawa, Tokyo, 1985;
- Medaglia d'oro per le Scienze Fisiche e Naturali dell'Accademia Nazionale delle Scienze, Roma, 1989;
- Medaglia d'oro Domenico Marotta dalla Società Chimica Italiana, Roma 1994.
- Premio conferito dal Comune di Milano per ricordare i 50 anni dalla scoperta della Rifampicina, Milano, 2009